# 沃尔特斯多夫
沃尔特斯多夫（德語：Woltersdorf，發音：[ˈvɔltɐsˌdɔʁf]）是德国勃兰登堡州奥得-施普雷县的市镇，面积9.12平方千米，2023年12月31日人口为8,446人。